# Smoky (Rapper)

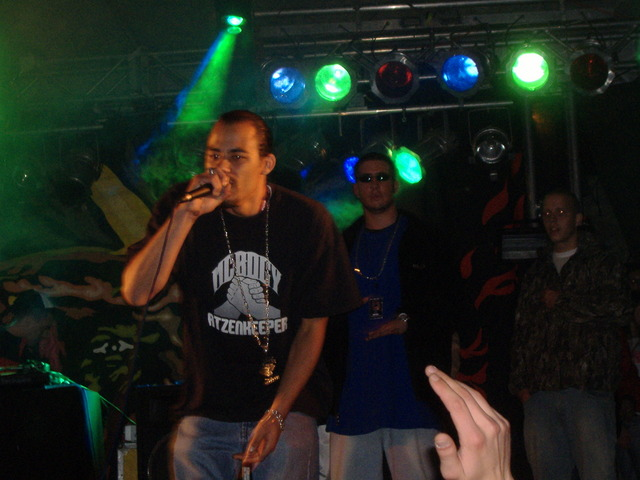
Smoky

Smoky, früher auch Rico (* 1983; bürgerlicher Name: Ricardo Scott), ist ein Berliner Underground-Rapper, der beim Label Tuff Musik Recordz unter Vertrag steht. Er ist Mitglied der Gruppe Bong Bande.

## Biografie
Smoky ist afroamerikanischer Abstammung. Er wuchs in Berlin-Lankwitz auf und begann als Rico beim Berliner Label Bassboxxx, wo er größtenteils mit MC Bogy zusammenarbeitete.  Er wechselte später jedoch zum Bielefelder Label Rap Haus Records. Gemeinsam mit Frauenarzt und MC Chuky schloss er sich zu der Rap-Formation Mehr Kohle Atzen zusammen, die ihr eigenes Label Mehr Kohle Records gründeten.
Das Veröffentlichungsdatum seines ersten Soloalbums wurde mehrmals verschoben. Es war ursprünglich für 2003 angekündigt, erschien aber erst 2006 als Untergrund Album Nr. 1. Im gleichen Jahr folgte der zweite Teil.
Smoky veröffentlichte drei Alben mit der Bong Bande und ein Kollaborationsalbum mit T-Rock sowie dem deutschen Rapper Blokkmonsta. Sein drittes Soloalbum Sommertag veröffentlichte er frei im Internet. Er hat mehrere Auftritte auf den Alben von Die Atzen und Hirntot Records.

## Diskografie
Alben
- 2006: Untergrund Album Nr. 1
- 2006: Untergrund Album Nr. 2
- 2011: Sommertag (kostenloser Download und limitierte CD-Auflage mit Bonustracks)
- 2011: Untergrund Album Nr.3 (Limitiertes Album)

Kollaborationsalben
- 2007: United Ghettos (mit T-Rock)
- 2007: Zecken und Zocken
- 2005: Mehr Kohle Atzen machen Ärger (mit Frauenarzt und Chuky) (indiziert auf Liste A)
- 2009: Eine Bong Eine Bande (Download-Album)
- 2012: Zu hart für den Markt (mit Blokkmonsta)
- 2016: Viel Rauch um nichts (EP mit Jero)
- 2019: Zu hart für den Staat (mit Blokkmonsta)

Mixtapes
- 2005: Smoky's Lankmix – Mixtape Volume 1

Sonstige
- 2013: Ein Atze kommt selten allein (mit Frauenarzt, Manny Marc, Fler, Vapeilas, Major McFly, Kid Millennium, MC Bogy, Medizin Mann, MC Basstard, Blokkmonsta, King Orgasmus One, Prinz Pi, Serk, She-Raw und DJ Reckless) (Juice Exclusive! auf Juice-CD #115)

- 2023: "Rauchzeichen" (mit L.A.Z 030)
- 2025: "Hast du gesehen!?" (mit L.A.Z 030 & B-Tight)